# 9223 Leifandersson
9223 Leifandersson eller 1995 YY7 är en asteroid i huvudbältet som upptäcktes den 18 december 1995 av Spacewatch vid Kitt Peak-observatoriet. Den är uppkallad efter den svenske astronomen Leif Andersson.
Asteroiden har en diameter på ungefär 4 kilometer.